# Farrer Road (métro de Singapour)
Farrer Road est une station de métro à Singapour. 